# Sacile
Sacile (furlansko Sacîl) je mesto v italijanski Avtonomni deželi Furlaniji - Julijski krajini, na severovzhodu Italije. Leži ob reki Livenza.
Mesto Sacile ima okoli 20.000 prebivalcev.